# Leluthia floridensis
Leluthia floridensis är en stekelart som beskrevs av Marsh 1967. Leluthia floridensis ingår i släktet Leluthia och familjen bracksteklar. Inga underarter finns listade i Catalogue of Life.